# 埃德海姆 (巴伐利亚州)
埃德海姆是德国巴伐利亚州的一个市镇。总面积16.57平方公里，总人口1112人，其中男性559人，女性553人（2011年12月31日），人口密度67人/平方公里。